# Kanton Domérat-Montluçon-Nord-Ouest
Kanton Domérat-Montluçon-Nord-Ouest (fr. Canton de Domérat-Montluçon-Nord-Ouest) je francouzský kanton v departementu Allier v regionu Auvergne. Tvoří ho obce Domérat a severozápadní část obce Montluçon.